# Hadrurochactas tumucumaque
Espèce
Hadrurochactas tumucumaque est une espèce de scorpions de la famille des Chactidae.

## Distribution
Cette espèce est endémique du de la Guyane. Elle se rencontre dans le massif du Mitaraka dans les monts Tumuc-Humac dans le sud de Maripasoula.

## Description
Le mâle holotype mesure 20,42 mm.

## Systématique et taxinomie
Cette espèce a été décrite par Ythier et Lourenço en 2024.

## Étymologie
Son nom d'espèce lui a été donné en référence au lieu de sa découverte, les monts Tumuc-Humac (Serra do Tumucumaque en Portugais).

## Publication originale
- Ythier & Lourenço, 2024 : « A new species of Hadrurochactas Pocock, 1893 (Scorpiones: Chactidae) from the Mitaraka Massif in French Guiana. » Faunitaxys, vol. 12, no 59, p. 1-9.